# Vendaval em Tubarão em 2016
O Vendaval de Tubarão de 2016 ocorreu no dia 16 de outubro, quando a cidade de Tubarão presenciou uma de suas maiores catástrofes. Uma supercélula de alta precipitação produziu uma intensa frente de rajada, com um pico de vento medido em 156 km/h (10 metros acima da superfície), na cidade catarinense, causando destruição significativa e generalizada.

## Danos
Dezenas de postes de concreto foram derrubados pelo vendaval, muitas casas foram parcialmente destruídas, e muros inteiros caíram. Alguns galpões e prédios foram totalmente destruídos. Adicionalmente, muitas escolas ficaram parcialmente destruídas.
Houve quedas de eletricidade e água por alguns dias.
Uma menina de 8 anos morreu após árvores atingirem o carro em que ela estava, no bairro São João. O pai da criança foi hospitalizado em estado de choque. Ao todo, 21 pessoas ficaram feridas e oito desabrigadas. Foram mil casas e trinta instalações públicas atingidas.

## Resposta
O município de Tubarão decretou calamidade pública na tarde do dia 21 de outubro de 2016. O documento foi assinado pelo prefeito. Conforme o município, o estado de calamidade foi decretado pois os danos causados com o vendaval “comprovadamente excedem a capacidade do poder público local de responder à crise instalada e de gerenciá-la”, informou a prefeitura.